# Marten-Drinking River
Marten-Drinking River är en flod i provinsen Ontario, i södra Kanada som rinner i nordostlig riktning och mynnar ut vid Attawapiskatsjön.